# Lampona taroom
Lampona taroom là một loài nhện trong họ Lamponidae. Loài này được phát hiện ở Queensland.